# مادر (آلبوم)
مادر (به آلمانی: Mutter) سومین آلبوم گروه آلمانی اینداستریال راک رامشتاین است. این آلبوم در تاریخ ۲ آوریل ۲۰۰۱ به وسیله موتور میوزیک پخش شد.

## فهرست ترانه‌ها
1. قلبم میسوزه (Mein Herz Brennt)
2. "چپ ۲-۳-۴" (Links 2-3-4)
3. "خورشید" (Sonne)
4. "من می‌خواهم" (Ich will)
5. "آتش آزاد!" (Feuer frei!)
6. "مادر" (Mutter)
7. "جعبه موسیقی" (Spieluhr)
8. "نر-ماده" (Zwitter)
9. "در بیرون" (Rein raus)
10. "خداحافظ" (Adiós)
11. "مه" (Nebel)

## تک آهنگ‌ها
1. "چپ ۲-۳-۴"
2. "خورشید"
3. "من می‌خواهم"
4. "آتش آزاد!"
5. "مادر"